# 하겐베크 동물원
하겐베크 동물원(독일어: Tierpark Hagenbeck)은 독일 함부르크에 있는 동물원이다. 동물들의 환경에 대한 접근성을 높이기 위해 철창으로 된 울타리 대신 해자로 둘러싸인 개방형 울타리를 설치한 최초의 동물원으로 알려져 있으며, 사모아인과 사미인, 누비아인, 이누이트인을 데려와 전시한 인간 동물원으로 유명하다.